# Сульська сільська рада
Сульська сільська́ ра́да — колишній орган місцевого самоврядування в Сумському районі Сумської області. Адміністративний центр — село Сула.

## Загальні відомості
- Населення ради: 857 осіб (станом на 2001 рік)

## Населені пункти
Сільській раді підпорядковані населені пункти:
- с. Сула
- с. Доценківка
- с. Зелена Роща
- с. Печище

### Колишні населені пункти
- с. Орлине

## Склад ради
Рада складається з 14 депутатів та голови.
- Голова ради: Крючков Іван Олексійович
- Секретар ради: Мовчан Лідія Іванівна

### Керівний склад попередніх скликань
| Прізвище, ім'я, по батькові | Основні відомості                                                                     | Дата обрання | Дата звільнення |
| --------------------------- | ------------------------------------------------------------------------------------- | ------------ | --------------- |
| Селюк Віктор Олексійович    | Сільський голова, 1966 року народження                                                | 26.03.2006   | 31.10.2010      |
| Крючков Іван Олексійович    | Сільський голова, 1959 року народження, освіта вища, член Української Народної Партії | 31.10.2010   |                 |

Примітка: таблиця складена за даними сайту Верховної Ради України